# Hrabstwo Waushara
Hrabstwo Waushara (ang. Waushara County) – hrabstwo w stanie Wisconsin w Stanach Zjednoczonych.
Obszar całkowity hrabstwa obejmuje powierzchnię 637,39 mil² (1650,83 km²). Według szacunków United States Census Bureau w roku 2009 miało 24 606 mieszkańców. Jego siedzibą administracyjną jest Wautoma.
Hrabstwo powstało w 1851.

## Miasta
- Aurora
- Berlin
- Bloomfield
- Coloma
- Dakota
- Deerfield
- Hancock
- Leon
- Marion
- Mount Morris
- Oasis
- Plainfield
- Poy Sippi
- Richford
- Rose
- Saxeville
- Springwater
- Warren
- Wautoma – city
- Wautoma – town

## Wioski
- Coloma
- Hancock
- Lohrville
- Plainfield
- Redgranite
- Wild Rose

## CDP
- Pine River
- Poy Sippi
- Tustin